# Holte

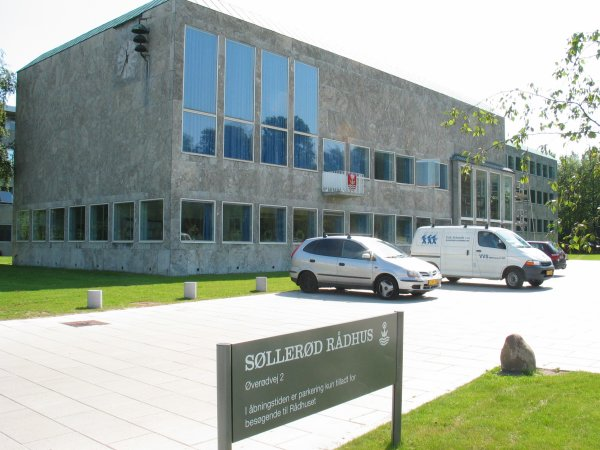
Rudersdal Rådhus (tidigare Søllerød Rådhus) i Holte

Holte är en bebyggelse på Själland, administrativ huvudort i Rudersdals kommun i Danmark. Holte ligger norr om Köpenhamn och ingår i Köpenhamns tätort. Bydelsdistriktet (stadsdelen) Holte hade den 1 januari 2017 10 729 invånare.
Holte låg före danska kommunreformen 2007 i Søllerøds kommun. Holte ligger mellan Kongens Lyngby och Hillerød, vid Kongevejen och Nordbanen. Bebyggelsen består till övervägande del av villor. Centrum i Holte kallas Holte Midtpunkt. Detta ligger vid Kongevejen och har sedan mitten av 1990-talet en märkbar väggbeklädnad av ärggrön koppar. Kommunens rådhus (kommunhus) ritades av arkitekten och formgivaren Arne Jacobsen och invigdes 1942 som Søllerød Rådhus.
Holte har en järnvägsstation på Nordbanen mellan Köpenhamn och Hillerød för Köpenhamns S-tåg.

## Sport
Holte IF har verksamhet inom många sporter. Deras herrhandbollslag har som bäst tagit silver i danska mästerskapet. Deras volleybollag har funnit flera danska mästerskap, både på dam- och herr-sidan.